# マリアーノ・G・ヴァレーオ (原子力潜水艦)
|          |                                            |
| 艦歴     |                                            |
| 発注:    | 1963年8月8日                               |
| 起工:    | 1964年7月7日                               |
| 進水:    | 1965年10月23日                             |
| 就役:    | 1966年12月16日                             |
| 退役:    | 1995年3月9日                               |
| その後:  | 原子力艦再利用プログラム                   |
| 除籍:    | 1995年3月9日                               |
| 性能諸元 |                                            |
| 排水量:  | 6,465トン                                  |
| 全長:    | 129.5 m (425 ft)                           |
| 全幅:    | 10 m (33 ft)                               |
| 吃水:    | 9.4 m (31 ft)                              |
| 機関:    | S5W型原子炉                                |
| 最大速:  |                                            |
| 兵員:    |                                            |
| 兵装:    | ミサイル発射管16門、 21インチ魚雷発射管4門 |

マリアーノ・G・ヴァレーオ(USS Mariano G. Vallejo, SSBN-658)は、アメリカ海軍の原子力潜水艦。ベンジャミン・フランクリン級原子力潜水艦の11番艦。艦名はマリアーノ・グアタルーペ・ヴァレーオに因む。

## 艦歴
マリアーノ・G・ヴァレーオの建造は1963年8月8日にメア・アイランド海軍造船所に発注され、1964年7月7日に起工する。1965年10月23日にパトリシア・O・V・マクゲティガンによって命名、進水し、1966年12月16日にブルー班艦長ダグラス・B・グース中佐およびゴールド班艦長ジョン・K・ヌネリー中佐の指揮下就役した。
マリアーノ・G・ヴァレーオは就役後西海岸沿い、カリブ海およびフロリダ州沖合で整調訓練を行った。1967年3月21日にパナマ運河を通過し、母港の真珠湾に向かう。真珠湾には4月10日に到着し、訓練と聴音公試を行った後メア・アイランドに帰還する。その後8月1日に真珠湾で第15潜水戦隊に配属される。
マリアーノ・G・ヴァレーオは1995年3月9日に退役、同日除籍された。その後ワシントン州ブレマートンで原子力艦再利用プログラムに従って解体され、作業は1995年12月22日に完了した。マリアーノ・G・ヴァレーオのセイル部分はメア・アイランドで記念物として保存される予定である。